# Augusta National Golf Club

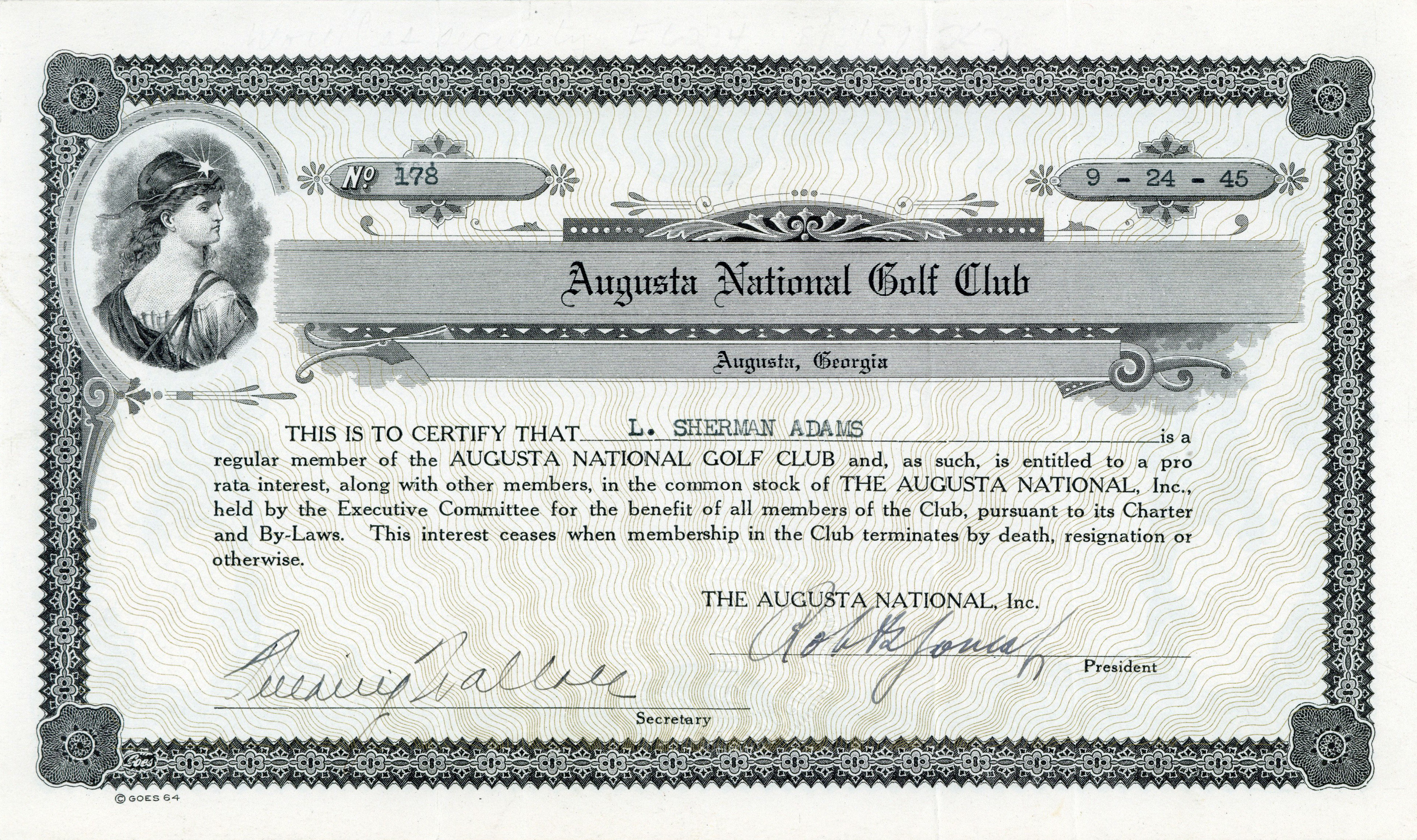
Acción del Augusta National Golf Club, emitida el 24 de septiembre de 1945, firmada en el original por Bobby Jones como Presidente

El Augusta National Golf Club, localizado en la ciudad norteamericana de Augusta, Georgia, es uno de los más prestigiosos y exclusivos clubes de golf de todo el mundo.
Fundado por el golfista Bobby Jones, y diseñado por Alister MacKenzie en el lugar de una antigua plantación de índigo, el club abrió sus puertas en enero de 1933.
Desde 1934 acoge el evento anual The Masters, o más conocido como Masters de Augusta, uno de los acontecimientos más importantes del calendario individual masculino de los profesionales del golf: es uno de los cuatro majors.
El vencedor de cada edición del Masters de Augusta puede llevar una característica chaqueta verde que, entre otras muchas figuras de la historia del golf, han portado los españoles Severiano Ballesteros, José María Olazábal, Sergio García y Jon Rahm, el argentino Ángel Cabrera y el norirlandés Rory McIlroy último vencedor en el año 2025.